# Tadanari Lee
Tadanari Lee (李 忠成, Ri Tadanari) (Nishitōkyō, Tokio, Japón, 19 de diciembre de 1985) es un exfutbolista japonés, de origen surcoreano.

## Selección nacional
Ha sido internacional con la selección de fútbol de Japón, ha jugado 11 partidos internacionales y ha anotado 2 goles. En la final de la Copa Asiática de 2011 metió el gol en la prórroga que le dio el triunfo a Japón por 1-0 frente a Australia.

## Clubes
| Club                     | País       | Año       |
| ------------------------ | ---------- | --------- |
| F. C. Tokyo              | Japón      | 2004      |
| Kashiwa Reysol           | Japón      | 2005-2009 |
| Sanfrecce Hiroshima      | Japón      | 2009-2012 |
| Southampton              | Inglaterra | 2012-2014 |
| F. C. Tokyo (cedido)     | Japón      | 2013      |
| Urawa Red Diamonds       | Japón      | 2014-2018 |
| Yokohama F. Marinos      | Japón      | 2018-2019 |
| Kyoto Sanga              | Japón      | 2020-2021 |
| Albirex Niigata Singapur | Singapur   | 2022-2023 |

## Palmarés

### Títulos internacionales
| Título                      | Club               | Año  |
| --------------------------- | ------------------ | ---- |
| Copa Asiática               | Selección de Japón | 2011 |
| Liga de Campeones de la AFC | Urawa Red Diamonds | 2017 |

## Filmografía

### Apariciones en programas de televisión
| Año  | Título      | Notas          |
| ---- | ----------- | -------------- |
| 2016 | Running Man | episodio - 283 |